# یوکای آرکانسایی
یوکای آرکانسایی (نام علمی: Yucca arkansana) نام یک گونه از سرده یوکا است.